# 肖恩·卡瓦納
肖恩·卡瓦納（英語：Sean Kavanagh；1994年1月24日—）是一位愛爾蘭足球運動員，在場上的位置是後衛。現效力於愛超沙姆洛克流浪，他曾於英冠球隊富勒姆足球俱樂部效力。他在2014年8月20日首次代表富勒姆一隊上場參賽。